# 斯图吕曼市镇
斯图吕曼市镇（瑞典語：Storumans kommun）是瑞典北部西博滕省的一个市镇。其治所位于斯图吕曼。